# Глебова, Татьяна Николаевна
Татья́на Никола́евна Гле́бова (15 [28] марта 1900, Санкт-Петербург — 4 марта 1985, Петродворец) — русская советская художница, живописец и график, «мастер-исследователь» школы Филонова.

## Биография
Родилась 15 (28) марта 1900 года в Санкт-Петербурге, в дворянской семье Глебовых: дочь земского и политического деятеля Николая Глебова, по материнской линии — праправнучка художника-медальера графа Фёдора Толстого.
Училась в гимназии М. Н. Стоюниной.
В 1918—1921 гг. жила с семьёй в имении Коротнево (Андрейцево) Мологского уезда Ярославской области. Училась в Рыбинской музыкальной школе; зиму 1920—1921 года провела в Рыбинске.
Весной 1921 года вернулась в Петроград и поступила в Консерваторию. Познакомилась с музыкантами М. В. Юдиной и И. А. Браудо, ставшими её друзьями на долгие годы. В 1922 году ушла из Консерватории и поступила работать художницей на Государственный фарфоровый завод им. М. В. Ломоносова.
С 1924 году училась в частной студии у А. И. Савинова. В 1925 году обратилась к художнику Павлу Филонову с просьбой принять её в ученики; в следующем году начала работать под его руководством.
В 1927 году вместе с коллективом «Мастеров аналитического искусства» (МАИ) под руководством П. Н. Филонова оформляла Дом Печати в Ленинграде. Для оформления главного зала Т. Н. Глебова и А. И. Порет написали живописное панно на одном холсте, вертикально разделённом надвое. Панно А. И. Порет называлось «Нищие и беспризорники», панно Т. Н. Глебовой называлось «Тюрьма». Выставка МАИ имела широкий успех.

«Моя работа „Тюрьма“…или „Мопр“, как называл её П. Н. Филонов, была написана мною с 1927 по 1928 год, при оформлении Ленинградского Дома Печати группой учеников Павла Николаевича, „Мастеров аналитического искусства“. Холст был разделен на две половины. Моя слева. На правой половине писала Алиса Порет „Нищие и беспризорники“. Когда Дом Печати переехал в другое помещение, работы были возвращены авторам. Мы разделили нашу картину, так как Алиса Порет переехала в Москву, а я осталась в Ленинграде». 
Панно Т. Н. Глебовой «Тюрьма» хранится в собрании барона Тиссена-Борнемисы в Мадриде. Панно А. И. Порет «Нищие и беспризорники» хранится в частном собрании. В 1928 году Глебова участвовала в выставке коллектива МАИ в Академии Художеств, в 1928—1929 — в выставке картин и скульптуры «Современные ленинградские художественные группировки» в Доме культуры им. Горького.
В 1931 г. Т. Н. Глебова написала живописную работу «Дом в разрезе» (другое название «Разрез нашего дома»), высоко оцененную П. Н. Филоновым. Художница Алиса Порет также принимала участие в написании этой картины, но в 1946 году она отрезала от холста написанную ею часть, и её местонахождение в настоящее время неизвестно. Работа «Дом в разрезе», написанная Т. Н. Глебовой в 1989 году поступила в собрание Ярославского художественного музея.
В 1932—1933 годах принимала участие в выставке «Художники РСФСР за 15 лет» в ГРМ и в ГТГ (работа «Разрез нашего дома»). В 1932 году вместе с другими членами МАИ участвовала в оформлении издания финского эпоса «Калевала».
В 1926 году начала работать в книжной графике, сделав иллюстрации к первой детской книге. Сотрудничала с ленинградскими и московскими издательствами. Многие книги оформила в соавторстве с Порет. C 1928 по 1941 год, до начала войны, дружила с поэтами А. И. Введенским и Д. И. Хармсом.
В 1931 году оформила оперу Р. Вагнера «Мейстерзингеры» в Малом Оперном театре. Продолжала работать как художница театра и кино до 1943 года. В начале 1934 года творческий союз Глебовой и Порет распался.
В 1941 году, после начала войны, осталась в Ленинграде, пережила первую блокадную зиму. Вела дневник и ежедневную творческую работу. В декабре 1941 года похоронила своего отца и своего учителя П. Н. Филонова, весной 1942 года потеряла мать, которая умерла в эвакуации.
Летом 1942 года эвакуировалась в Алма-Ату. В эвакуации много работала и участвовала в выставках. Вышла замуж за художника В. В. Стерлигова (1900—1973). Возвратилась в Ленинград в конце 1945 года.
В пятидесятые годы написала много живописных работ, но выставляла их крайне редко. Дружила в эти годы с художницей В. П. Яновой (Траугот), Е. К. Лившиц, Я. С. Друскиным, В. Н. Петровым.
В 1960-е годы В. В. Стерлигов разрабатывал новые структурно-пластические основы образного языка живописи. Т. Н. Глебова разделила с ним работу в новой художественной форме. В 1963—1966 году она, вместе со Стерлиговым, объединила художников-единомышленников в «Старопетергофскую школу».
В 1968 году, после многолетних усилий Т. Н. Глебовой, В. В. Стерлигова, П. Я. Зальцмана, открылась первая послевоенная выставка П. Н. Филонова в Ленинграде. К этому событию Т. Н. Глебова написала воспоминания о своём учителе: «Как мы учились у П. Н. Филонова».
В 1970-е годы написала также воспоминания о М. В. Юдиной (1973), А. А. Ахматовой (1975), Д. И. Хармсе (1975—1976).
В 1971—1973 годы Глебова, вместе с В. В. Стерлиговым, проводила в своей мастерской (улица Ленина, д.52, кв. 43) «квартирные» выставки. В 1973 году она овдовела, но продолжала поддерживать эту выставочную деятельность до 1985 года.
Т. Н. Глебова умерла 4 марта 1985 года. Похоронена на Ново-Троицком (Бабигонском) кладбище (Петергоф).

## Творчество
В 1926—1941 гг. Глебова работала согласно аналитическому методу П. Н. Филонова, не отказываясь при этом от своей индивидуальности. Она считалась с его основными принципами и не отступала от них до конца жизни.

Творчество Т. Н. Глебовой дорого мне тем, что я ценю и ищу в искусстве — синтезом живописных достоинств, оригинальности мысли и чувства, с одной стороны, и глубоким чутьем жизни, правдой и искренностью — с другой. Самостоятельность мысли, неподкупность и, конечно, талант гарантируют долгую жизнь её произведениям.— В. В. Воинов.
В творчестве Глебовой доминируют три темы. Первая тема, поднятая в 1920-е гг. — жанровые сцены: уличные музыканты, несчастные случаи на улице и в быту, похороны ребёнка, женские бани, парикмахерские, детские игры, драки и ссоры, убийства, торговля на рынке, инвалиды и другие сюжеты городской жизни.
Вторая тема творчества Татьяны Глебовой — это «человек и его будущая изменённость». Художница пишет многочисленные портреты, некоторые из них написаны не с внешним, а «с внутренним сходством». Художница также изображает превращения лиц, пишет головы мраморных статуй («Гатчина»), деревянную скульптуру («Готические мадонны»), языческих богов («Оправдание язычества»), лица с раннехристианских мозаик, фаюмские портреты.
Третья тема Глебовой определена ею самой как «мистика религии». К ней относится «иконная бездна» её работ 1920-1930 х гг., и серьёзные религиозно-философские работы последних лет жизни. Художница изображает «бездны, выраженные цветом», «разнопространствия» и «духовную геометрию».
В послевоенное время в творчестве Глебовой важное место занимает изображение природы, пейзаж. Она поддерживает идею Филонова об «органической связи», но развивает её своеобразно
С начала 1960-х годов Татьяна Глебова разделила идею Владимира Стерлигова о «чашно-купольном бытии сознания художника» Художница не увидела в ней противоречия с принципами Павла Филонова, которые считала для себя основными и которыми неуклонно пользовалась всю жизнь. Работая вместе со Стерлиговым, Глебова участвовала в создании и разработке структурно-пластических основ образного языка живописи. Аналитический метод Филонова она соединила с принципами нового прибавочного элемента, напрямую связанного с супрематизмом Казимира Малевича. Это слияние двух, казалось бы, взаимоисключающих учений об искусстве, отличает искусство Татьяны Глебовой.
В открытой Стерлиговым чашно-купольной идее Глебова оценила «некое архитектоническое укрепление хаоса», строя свои работы на новом понимании пространства. Чашно-купольное пространство, сферическое, криволинейное, выраженное цветом, создаёт пространственную структуру её работ. Вторая важная часть идеи Владимира Стерлигова — первостепенное значение цвета была Татьяной Глебовой поддержана и развита в совершенстве. Живопись стала для неё осуществлённой возможностью «наблюдать бытие Вселенной цветом». Все качества цвета, присущие открытому Стерлиговым пластическому пространству, постоянно присутствуют в работах художницы.
Работы, сделанные Глебовой в последние десятилетия жизни совершенно своеобразны. Этот период художница называет: «свободное пользование всем и взгляд в прошлое с объективной оценкой». В её работах развивается мистически-религиозная тематика, появляется новое состояние «касания Божественного сознания». Разрабатывается символика (христианская) цвета и форм. Свои открытия в искусстве художница приводит в соединение с глубиной её духовной жизни. Открытия связаны с темой «скрытой геометрии», «духовной геометрии»; она раскрывает её глубже и находит в ней «летающие формы» и цветовые бездны, возникающие от «чисто духовного видения». Символические образы заполняют пространство работ Татьяны Глебовой.
Наиболее значительные живописные работы Т. Н. Глебовой (довоенный период):
- «Тюрьма» (1927, собрание барона Тиссен-Борнемиса, Мадрид),
- «Восхождение на Исаакий» (1929, Архангельский областной музей изобразительных искусств),
- «Художник и модель» (1930—1931(?), ГМИ СПб.),
- «Разрез нашего дома» (другое название"Дом в разрезе")(1931, Ярославский художественный музей),
- «Равновесие» (1936, частное собрание, Германия),
- «Автопортрет с цветком каштана» (1936, Музей изобразительных искусств республики Карелия, Петрозаводск).
- «Братская могила» (другое название: «Групповой портрет», 1932, ГМИ СПб),
- «Портрет Ахматовой» (1934, музей Анны Ахматовой в Фонтанном доме), также : портрет философа Я. С. Друскина, (1928—1929?), портрет искусствоведа В. Н. Петрова (1930-е, Государственный Русский музей), портрет поэта Даниила Хармса,(1930-е), портрет филолога Н. И. Харджиева (1940-е, частное собрание, Россия) и др.

- Акварели: «Дуб и пастушья свирель» (1925), «Бессонница и сон» (1927-1937-1975), «Женщина с ребёнком» (1934, галерея Гмуржинска, Кёльн)и др.

- Цикл блокадных работ «Ужасы войны для мирного населения» (1941—1942, ГМИ СПб).

- Серии работ на «бытовые» темы (т. н. «бытовушки», 1942—1949).

Живописные и графические работы (послевоенный период):
- «Канатоходец. Парижский цирк» (1960),
- «Портрет П. Н. Филонова» (1960 и 1965, ГМИ СПб),
- «Случай на улице» (1972);
- циклы «Летающие формы» и «Портреты с многовзорием» (1978—1985).

Музыкальные темы:
- «Концерт в Капелле» (1930, собрание Государственного Русского музея),
- «Симфония псалмов Стравинского» (1962),
- «Играющая М. Юдина» (1963),
- Цикл «Мадригал» (1964—1970),
- «Хоровое пение», «Регент», портреты Ионафана(конец 1970-х- 1985).

Наиболее известная работа Т. Н. Глебовой в фарфоре:
- Декоративная ваза «15 лет РСФСР» (Собрание музея политической истории России, СПб.).

## Татьяна Глебова и Даниил Хармс
В 1927—1928 гг. Т. Глебова познакомилась с поэтами А. И. Введенским и Д. И. Хармсом. Иллюстрировала стихи Д. И. Хармса во время их совместной работы в Детгизе, в журналах «Чиж» (1940, № 4) и «Ёж» (1931, № 19-20). В 1929 году проиллюстрировала книгу Даниила Хармса «Иван Иваныч Самовар», оставшуюся неизданной
Совместно с А. И. Порет, в период с 1929 по 1932 год оформила четыре детские книги А. И. Введенского. В 1930-е гг. написала живописный портрет Д. И. Хармса.
В 1931 году фотографом П. П. Моккеевским была снята серия фотографий — «живых картин». «Татьяна Глебова и Алиса Порет… снимали что-то вроде кинокартин, немых и неподвижных: выбирали сюжет (кадр из какого-то фильма, или композицию какой-либо известной картины, или выдумывали постановку „на чистую красоту“), делали условную декорацию, надевали костюмы, гримировались и проводили съёмку. Глебова в начале 1930-х уже работала как театральная художница, так что прилагала к этим „фильмам“ свой профессиональный опыт.» В съёмках одной из этих серий («Неравные браки») участвовал Д. И. Хармс. Фотографии с участием Даниила Хармса выглядят совершенно иначе, чем другие: они составлены по принципу алогизма, совпадают с принципом работы Хармса и могут считаться «образом русского абсурда».
Глебова сохраняла дружеские отношения с Введенским и Хармсом вплоть до их арестов в 1941 году.
В 1970-е гг. написала короткие воспоминания о Данииле Хармсе и сделала его графический портрет.

## Книжная иллюстрация[15]
- Величкевич А. Летучие мышата. М.; Л.: ГИЗ, 1927. (Переиздания: 1928, 1929)[16]
- Мамин-Сибиряк Д. Н. Ак-Бозат. М.; Л.: ГИЗ, 1927
- Ершов П. П. Конёк-горбунок: Русская сказка в трёх частях / Текст подготовлен М. К. Азадовским. М.; Л.: ГИЗ, 1928. (Переиздания: 1929, 1930, 1933)
- Капица О. И. Тараторка: Народные потешки для маленьких. М.; Л. ГИЗ, 1928
- Полоцкий С. КАКВАС. М.; Л.: ГИЗ. 1928
- Шторм Г. Слон да карп: Рассказ // Ёж. (Л.), 1928. № 5. С. 10-14 (5 рис.)
- Шторм Г. Как Ивашка Болотников в плен попал: Рассказ // Ёж. (Л.), 1928. № 6; № 8 (15 рис.)
- Иванов Е. Козёл да дед. Детгиз, 1929 (1928?)
- Высоковский К. Ехали ребята. / Рисунки Т. Глебовой. Л: Государственное издательство, 1930
- Глебова Т. Солнце и дождь: Книжка-картинка / Рис. Т. Глебовой. Л.: ГИЗ, 1930
- Введенский А. Путешествие в Батум: Стихи. М.: ОГИЗ; Молодая гвардия, 1931
- Хармс Д. Что мы заготавливаем на зиму: Стихи // Ёж. (Л.), 1931. № 19/20. С. 12-13
- Ёж. (Л.), 1931. № 21. (Обл. лицевая и задняя)
- Чиж. (Л.), 1931. № 11. (Обл.)
- Введенский А. П. В. О. К обороне будь готов: [Стихи для детей]. М.; Л.: Молодая гвардия,1932
- Песнь о Роланде. М.; Л.: Academia.1934
- Дилакторская Н. Морковное семечко. Паучок: Рассказы // Чиж. (Л.), 1935. № 8. (6 рис.)
- Дилакторская Н. Про одуванчик: Сказка // Чиж. (Л.), 1935. № 9. (5 рис.)
- Лондон Д. Любовь к жизни / Пер. с англ Л. Вайсенберга. М.; Л.: Детиздат, 1937
- Уэллс Г.На дне океана / Пер. с англ. М.; Л.: Детиздат, 1937
- Обложка буклета (билета) памятного вечера к 100-летию со дня смерти А. С. Пушкина. Л., 1937
- Лесник (Е. В. Дубровский). В лесу: / Рис. Т. Глебовой, Л. Гольденберг, В. Кобелева и др. М.; Л.: Детиздат (тип. «Печатный двор» в Л.), 1938
- Лукницкий П. Земля молодости. М.: Гослитиздат, 1938
- Две лягушки: Сказка // Чиж. (Л.), 1938. № 3. С. 24-26 (2 рис.)
- Гернет Н. Птичий дом. Весеннее представление: Рассказы // Чиж. (Л.), 1939. № 4. С. 25-27 (6 рис.)
- Шварц Е. Красная шапочка: Сказка в трёх действиях. М.; Л.: Детиздат, 1939. (Наш театр)
- Введенский А. Письмо к бабушке // Чиж. (Л.), 1940. № 4. С. 5. (1 рис.)
- Хармс Д. Долго учат лошадей // Там же. С. 20. (1 рис.)
- Погореловский С. Пароходик // Там же. 1940. № 7/8. С. 27. (1 рис)
- Эрвильи Д. Приключения доисторического мальчика / Обр. Б. М. Энгельгардта. М.; Л.: Дет. лит., 1941
- Бабочки: Открытки. Л.: Издание ЛССХ, 1941
- Бабочки: Книжка-картинка. [Алма-Ата]: Казогиз, 1943
- День в степи: Книжка-картинка. [Алма-Ата]: Казогиз, 1943
- Казахские сказки. [Алма-Ата]: Казогиз, 1943
- Генкина А. Сестрёнка Надя: Книжка-малышка. М.: Полиграф. фабрика, 1946
- Пушкин А. С. Золотой петушок: Настольный театр. [Л.]: КОИЗ, 1946
- Бабочки: Кубики. [Л.]: КОИЗ, 1947
- Лукницкий П. Ниссо. Л.: Молодая гвардия, 1949
- В лесу: Книжка-ширма. Л., 1955
- Парад зверей: Книжка-ширма. Л., 1955
- Весёлые портреты: Книжка-игрушка. Л., 1956
- Зоопарк: Книжка-картинка. Л., 1956
- Петрушка: Настольный театр. Л.: Ленингр. художник, 1958
- Ворона и ласточка: Индийская сказка // Альманах для дошкольников. № 5. М.: Детгиз, 1958
- Букет: Книжка-игрушка. Л., 1959
- Карнавальные маски.: Альбом. Л., 1959. (8 масок Т. Н. Глебовой; 4 маски М. П. Басмановой)
- Карнавальные маски: Альбом. Л.: Детский мир, 1961 (6 масок в трех комплектах: Охотник и собака, Иван и Конёк-Горбунок, Гвидон и Царевна Лебедь)
- Загадочные картинки: Книжка-картинка. 1929. (Не издано). Первое издание: Play box. London: Redstone Press, 2008

## Книги, иллюстрированные Т. Н. Глебовой в соавторстве с А. И. Порет[15]
- Введенский А. Железная дорога: Стихи / Рис. А. Порет. М.: ГИЗ, 1929
- Введенский А. Летняя книжка / Рис. А. Порет. Л.: ГИЗ, 1929
- Дети Индии / Рис. А. Порет. [Л.]: ГИЗ, 1929
- Высоковский К. Ехали ребята / Рис. Т. Глебовой. М.; Л.: ГИЗ, 1930
- Глебова Т. День леса: Книжка-картинка / Илл. Т. Глебовой. М.; Л.: ГИЗ, 1930
- <Заболоцкий Н.>. Как победила революция / Рис. А. Порет. М.: ГИЗ, 1930
- Ильина Е. Колокольчик: Загадки / Рис. Т. Глебовой. М.; Л.: ГИЗ, 1930 (1931?)
- Маршак С. Мачты и крылья / Илл. Т. Глебовой и А. Порет. М.; Л.: ОГИЗ; Молодая гвардия, 1930
- Миллер Я. (Н. Заболоцкий). Гражданская война / Илл. А. Порет. Л.: ГИЗ, 1930
- Миллер Я. (Н. Заболоцкий). Как мы отбили Юденича / Рис. Т. Глебовой. М.: ГИЗ, 1930.(Переиздание: М.; Л.: ОГИЗ; Молодая гвардия, 1931)
- Паперная Э. Выставка богов / Рис. А. Порет. Л.: ГИЗ, 1930
- Паперная Э., Карнаухова И. Чьи это игрушки? / Рис. А. Порет. Л., 1930
- Бармин А. Способ огня / Рис. Т. Глебовой. M.: ОГИЗ; Молодая гвардия, 1931
- Боронина Е. А. А можно ли? / Рис. Т. Глебовой. М.; Л.: ОГИЗ; Молодая гвардия, 1931

## Коллективная работа МАИ
- Калевала. М.; Л.: Academia, 1932. (Переиздание: 1933). Суперобложка первого издания (коллективная работа): Т. Глебова, А. Порет, Е. Борцова, К. Вахрамеев, С. Закликовская, П. Зальцман, Н. Иванова, Э. Лесов, М. Макаров, Н. Соболева, Л. Тагрина, М. Цыбасов.

Форзацы: Т. Глебова, А. Порет. Титульные листы: левый — А. Порет, правый — Т. Глебова.
Иллюстрации Т. Глебовой: титульный лист после предисловия; заставка «Рождение Вяйнемейнена»; заставка на с. 56; илл. постраничные на с. 72-73; заставки на с. 77, 119, 141.

## Адреса в Петербурге
С 1914 г. жила с родителями в доме Бассейного товарищества — угол Бассейной ул. и Греческого пр. (ул. Некрасова, д 58 и д. 60)
Лето проводила в имении отца Коротнево- Андрейцево (деревня Коротнево Мологского уезда Ярославской губернии).
С 1928 по 1933 жила и работала в одной квартире вместе с художницей Алисой Порет: Международный пр, д. 16, кв. 4.
С 1924 по 1928, а также с 1933 по 1942 и с 1945 по 1966 проживала с семьёй по адресу: Большой пр. П. С. , д. 98, кв. 30.
С 1966 по 1985 проживала по адресу: Новый Петергоф, Озерковая ул. д. 49, корпус 2, кв. 55.
Весной 1971 года получила творческую мастерскую по адресу: П. С., улица Ленина, 52, кв. 43, в которой работала до марта 1985 года.

## Работы находятся в собраниях
- Государственная Третьяковская галерея, Москва,
- Государственный Русский музей, Санкт-Петербург,
- Государственный музей истории Санкт-Петербурга,
- Государственный музей изобразительных искусств имени А. С. Пушкина, Москва,
- Музей Органической Культуры, Коломна
- Коллекция Нортона и Нэнси Додж, Музей Зиммерли при университете Ратгерс штата Нью Джерси (Нью Бранзуик, Нью Джерси, США) [18]

## Семья
Отец — Николай Николаевич Глебов (1864—1941), инженер, земский деятель, владелец и акционер электрических заводов (в том числе «Электросила» в СПб), основатель Русского электрического акционерного общества «Динамо» (Москва) в 1913 г. Член ЦК партии конституционных демократов, член Государственного совета Российской империи.. Автор многочисленных философских трудов; друг В. И. Вернадского (1917—1941). Старшим братом Н. Н. Глебова был промышленник Андрей Николаевич Глебов.
Мать — Мария Сергеевна Барыкова (1875—1942); бабушка — Анна Павловна Барыкова (1840—1893), поэтесса; прабабушка — М. Ф. Каменская (1817—1898), писательница; прадед — П. П. Каменский, писатель; прапрадед — граф Фёдор Петрович Толстой (1783—1873), художник, профессор, вице-президент Академии Художеств.
Сестры — Анна Николаевна Михайловская (1897—1981), поэтесса; Людмила Николаевна Глебова (1917—1990), поэтесса и художница.
Муж (с 1943) — Владимир Васильевич Стерлигов (1904—1973), художник.